# 厚頭突吻鱈
厚頭突吻鱈，為輻鰭魚綱鱈形目鼠尾鱈科的其中一種，分布於東南太平洋Juan Fernandez群島海域，深度可達2515公尺，體長可達51公分，屬深海底棲性魚類，棲息在大陸坡底層水域，生活習性不明。